# Sanford Bishop
Sanford Dixon Bishop, Jr., född 4 februari 1947 i Mobile, Alabama, är en amerikansk demokratisk politiker. Han representerar delstaten Georgias andra distrikt i USA:s representanthus sedan 1993.
Bishop gick i skola i Mobile. Han avlade 1968 sin grundexamen vid Morehouse College och 1971 sin juristexamen vid Emory University. Han tjänstgjorde i USA:s armé 1969-1971. Han arbetade sedan som advokat i Georgia. Han var ledamot av Georgia House of Representatives, underhuset i delstatens lagstiftande församling, 1977-1991. Han var ledamot av delstatens senat 1991-1993. Han efterträdde 1993 Charles Floyd Hatcher som kongressledamot.